# Pseudothyridium feyeri
Pseudothyridium feyeri är en skalbaggsart som beskrevs av Ohaus 1912. Pseudothyridium feyeri ingår i släktet Pseudothyridium och familjen Rutelidae. Inga underarter finns listade i Catalogue of Life.